# Bentheimer Sandstein

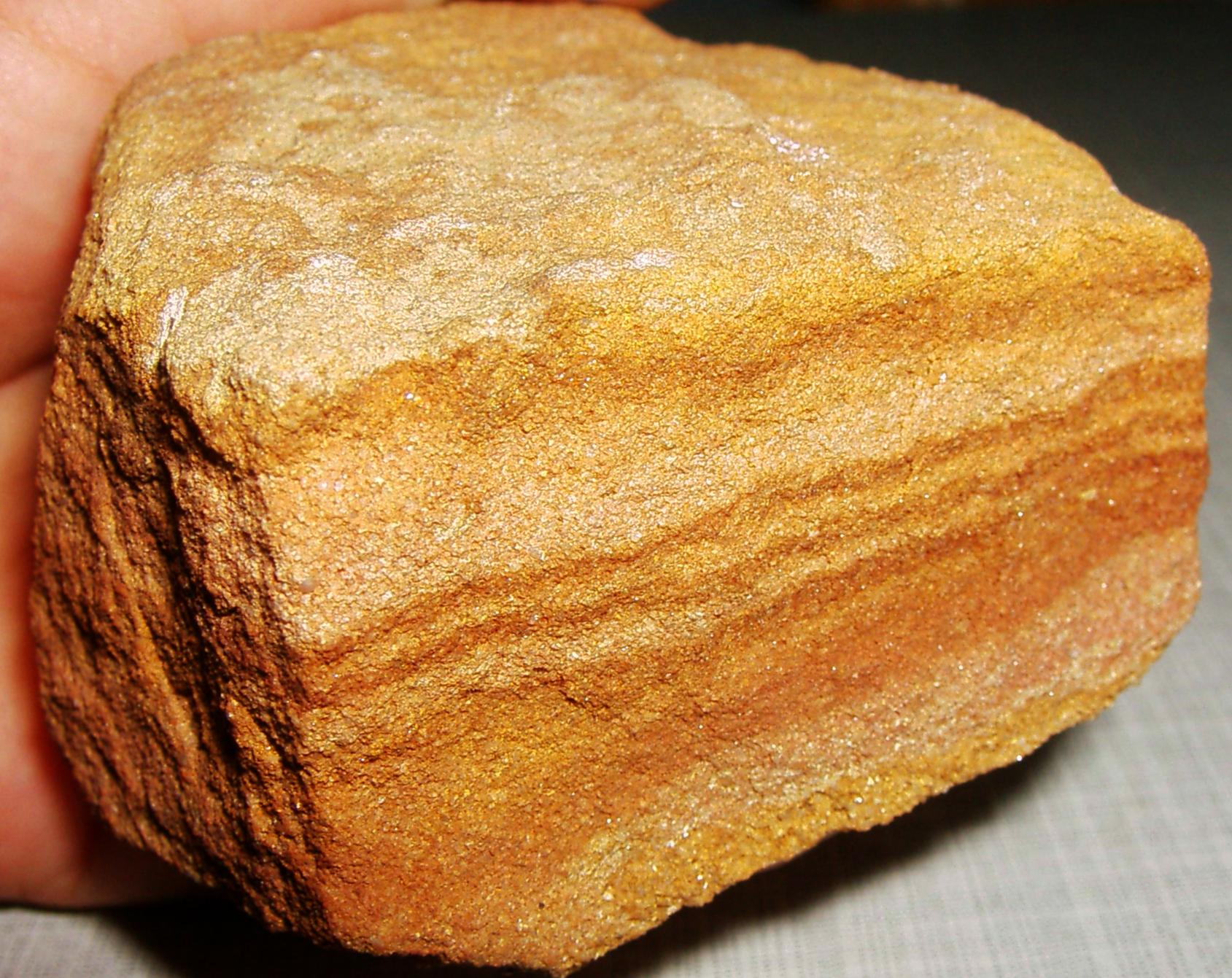
Handstück des Bentheimer Sandsteins

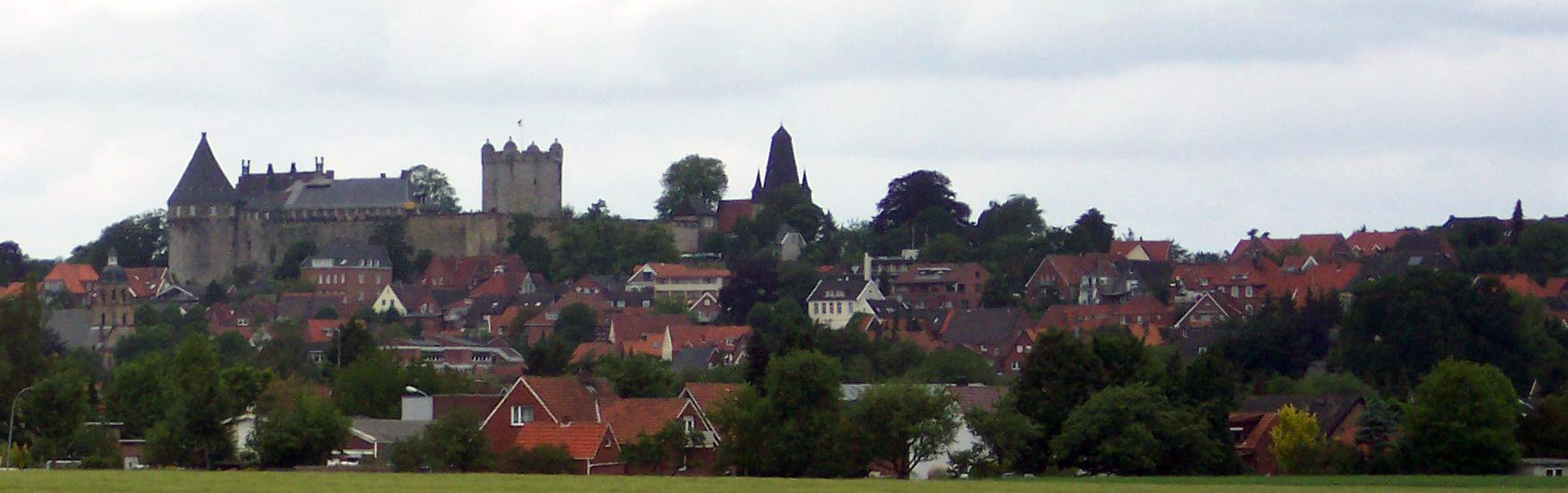
Der Bentheimer Höhenrücken mit Blick auf Bad Bentheim und den Bentheimer Berg

Der hellere Bentheimer Sandstein - Typ Gildehaus und der braune bis rote Bentheimer Sandstein (die Farbe variiert mit dem Eisengehalt im Sandstein), kommen in einem sandigen, räumlich begrenzten Sandsteinvorkommen des östlichen marinen Niedersächsischen Beckens der Unteren Kreide vor, in das während des Unter-Valanginium abgetragenes Material des Buntsandsteins eingelagert wurde. Das Vorkommen erreicht eine maximale Mächtigkeit von 60 bis 70 Metern und ist in West-Ost-Richtung etwa neun Kilometer lang. Die Sandsteinvorkommen, die östlich und westlich von Bad Bentheim an die Oberflächen treten, wurden seit 800 Jahren in zahlreichen Steinbrüchen abgebaut. Unweit von Bad Bentheim kommt der Gildehauser Sandstein vor. Er wurde früher bei Suddendorf gebrochen.

## Vorkommen und Verwendung
Die Vorkommen erstrecken sich von Gildehaus im Westen bis nach Suddendorf im Osten. In den 1930er Jahren wurden die Sandsteinsorten an drei Orten in großen Steinbrüchen gebrochen, in Bad Bentheim, Gildehaus und Suddendorf. Dieser Sandstein wird auch als Bentheimer Gold und die regionalen Steinbrüche werden als „Bentheimer Gruben“ bezeichnet.
Beim Bentheimer Sandstein, der heute (2008) nur in einem Steinbruch gebrochen wird, handelt sich um einen reinen und gleichkörnigen Quarzsandstein von hoher Festigkeit, Witterungsbeständigkeit und Härte, der sich dennoch gut bearbeiten lässt.
Das Sandsteinvorkommen besitzt eine große Porosität und kann als Speichergestein wirken, da es große Mengen Grundwasser aufnehmen kann. In der nördlichen Grafschaft Bentheim und im südlichen Emsland bildet der dort unterirdisch verlaufende Sandstein auch das Speichergestein für Erdöl. Die dortigen Erdöllagerstätten zählen zu den größten in Deutschland und sind vor rund 125 Millionen Jahren entstanden.
Die Burg Bentheim steht auf einer knapp sieben Kilometer langen Anhöhe, einem Ausläufer des Teutoburger Waldes, der vorwiegend aus Sandstein besteht und Bentheimer Höhenrücken genannt wird. Südlich der Stadt Schüttorf erhebt er sich aus dem Vechtetal und erstreckt sich von Ost nach West über Bad Bentheim bis nach Gildehaus, wo er nahe der niederländischen Grenze ausläuft. Der Höhenrücken erreicht in Bad Bentheim seine höchste Erhebung von rund 90 Metern.

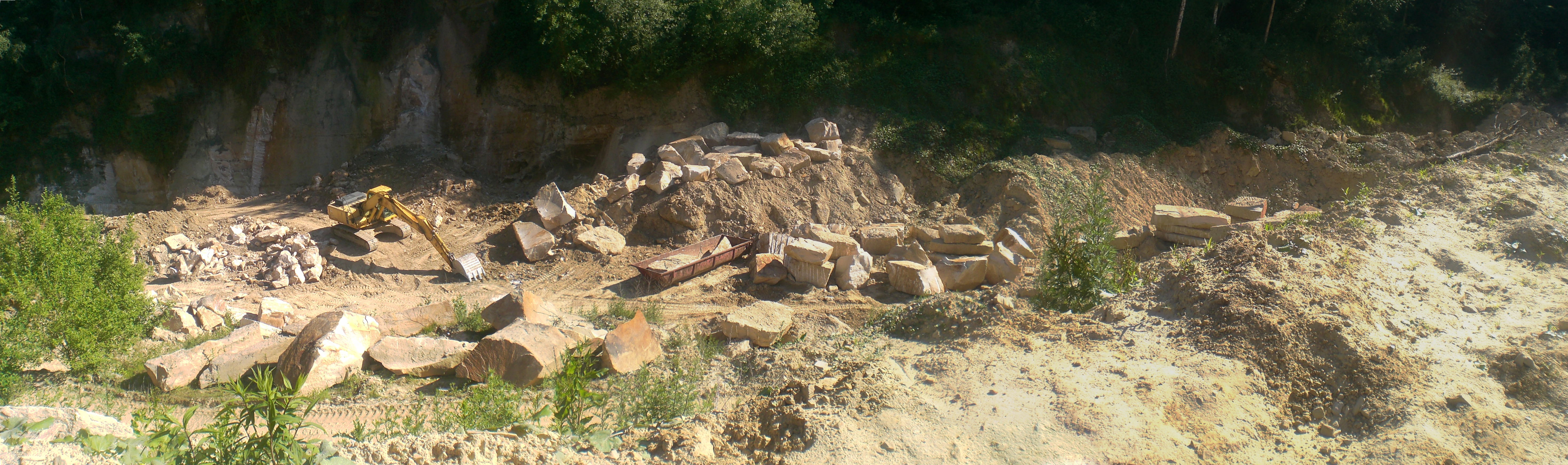
Sandsteinbruch in Gildehaus

Das Vorkommen tritt in zwei Farbvarianten auf:
- Der Typ „Bentheim“ wurde in Bad Bentheim gebrochen und ist von hellroter Farbe,
- der Typ „Gildehaus“ wird im Fürstlichen Steinbruch in Romberg bei Gildehaus gewonnen und ist weiß bis gräulich-orange. Der Gildehauser Sandstein wird im unteren Bereich eines historischen Steinbruchs im sogenannten Hauptsandstein abgebaut und die Blockgrößen sind aufgrund der vorhandenen Klüfte 4,50 × 1,50 × 1,00 Meter groß, die weiter zerteilt werden. Ein Teil der orangefarbenen Varietät wird gelegentlich am östlichen Ortsrand von Bentheim gebrochen.[3]

Häufig auftretende Liesegangsche Fällungsringe geben dem Gestein eine bräunliche Textur (populär gesprochen Maserung). Speziell in Norddeutschland und den Niederlanden gibt es nicht nur einige bedeutende Bauwerke aus diesem Sandstein, sondern auch eine ganze Reihe von Taufsteinen („Bentheimer Typ“) und Grabplatten, Treppenstufen, Brunnenplatten, Schleifsteinen und Steintrögen. Bekannte Bauwerke aus Bentheimer Sandstein sind die Bentheimer Burg, die Rathausfassaden in Münster und Gifhorn sowie das Amsterdamer Palais.

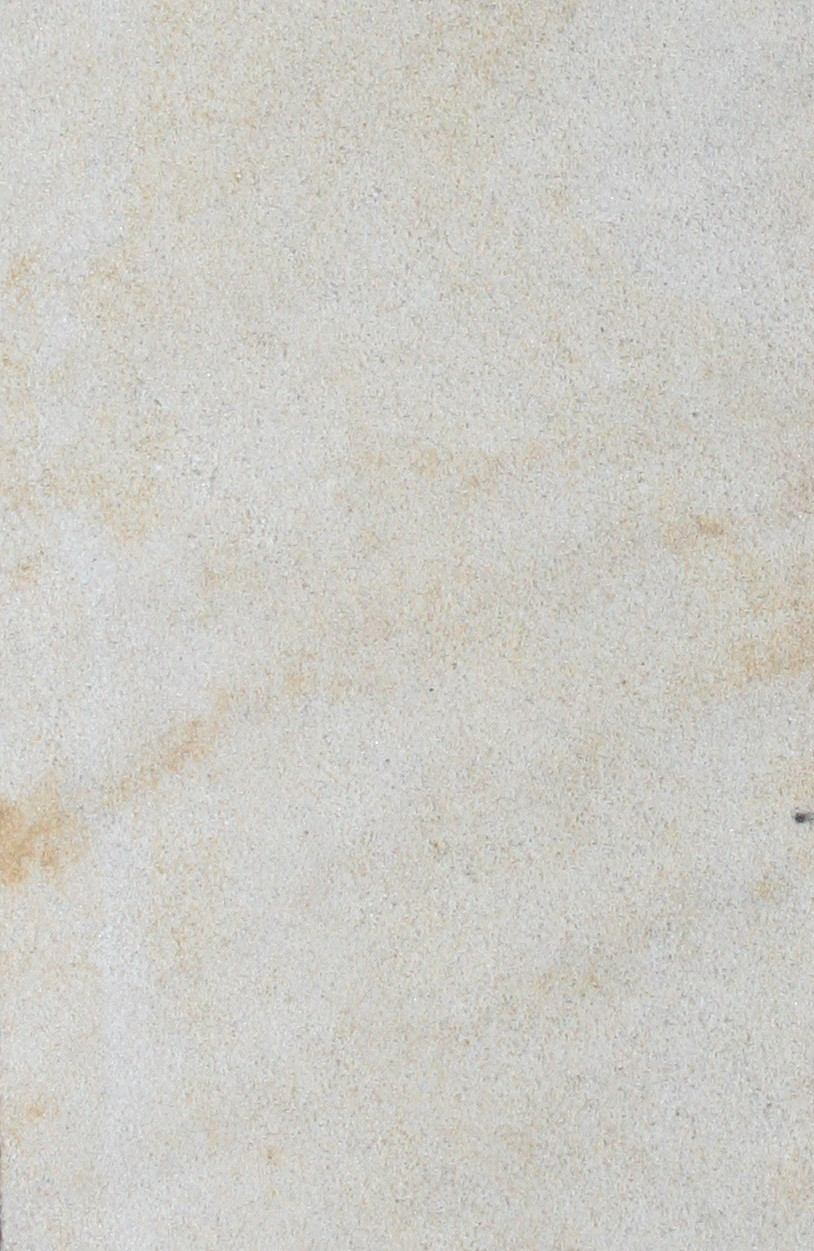
Bentheimer Sandstein, gesägte Oberfläche (Muster ca. 14×8 cm)

## Gesteinsbeschreibung
Bei dem Bentheimer Sandstein handelt es sich um einen fein- bis mittelkörnigen Quarzsandstein, dessen Kornbindung weitgehend durch Kornverwachsung bewirkt wird. Er ist von großer Festigkeit, Witterungsbeständigkeit und Härte, der sich dennoch gut bearbeiten lässt. Es treten zwei Farbvarianten dieses Sandsteins auf. Der „Typ Gildehaus“, der im Fürstlichen Steinbruch in Romberg (Gildehaus-Romberg) gewonnen wird, ist weiß bis gräulich-orange. Der seltenere „Typ Bentheim“, der kaum mehr gebrochen wird, ist ein klein- bis grobkörniger Sandstein von weißlicher bis rötlicher Farbe. Die Gesteinsbänke haben unterschiedliche Mächtigkeit. Sowohl der Bentheimer als auch der Gildehauser Sandstein, sofern sie als Baustein verwendet werden, sind als frostfest zu bezeichnen.
Die Gelb- bzw. Bräunlichfärbung wird durch Limonit und die Rötlichfärbung durch Hämatit verursacht.

## Geschichte, Verwendung und Bauwerke

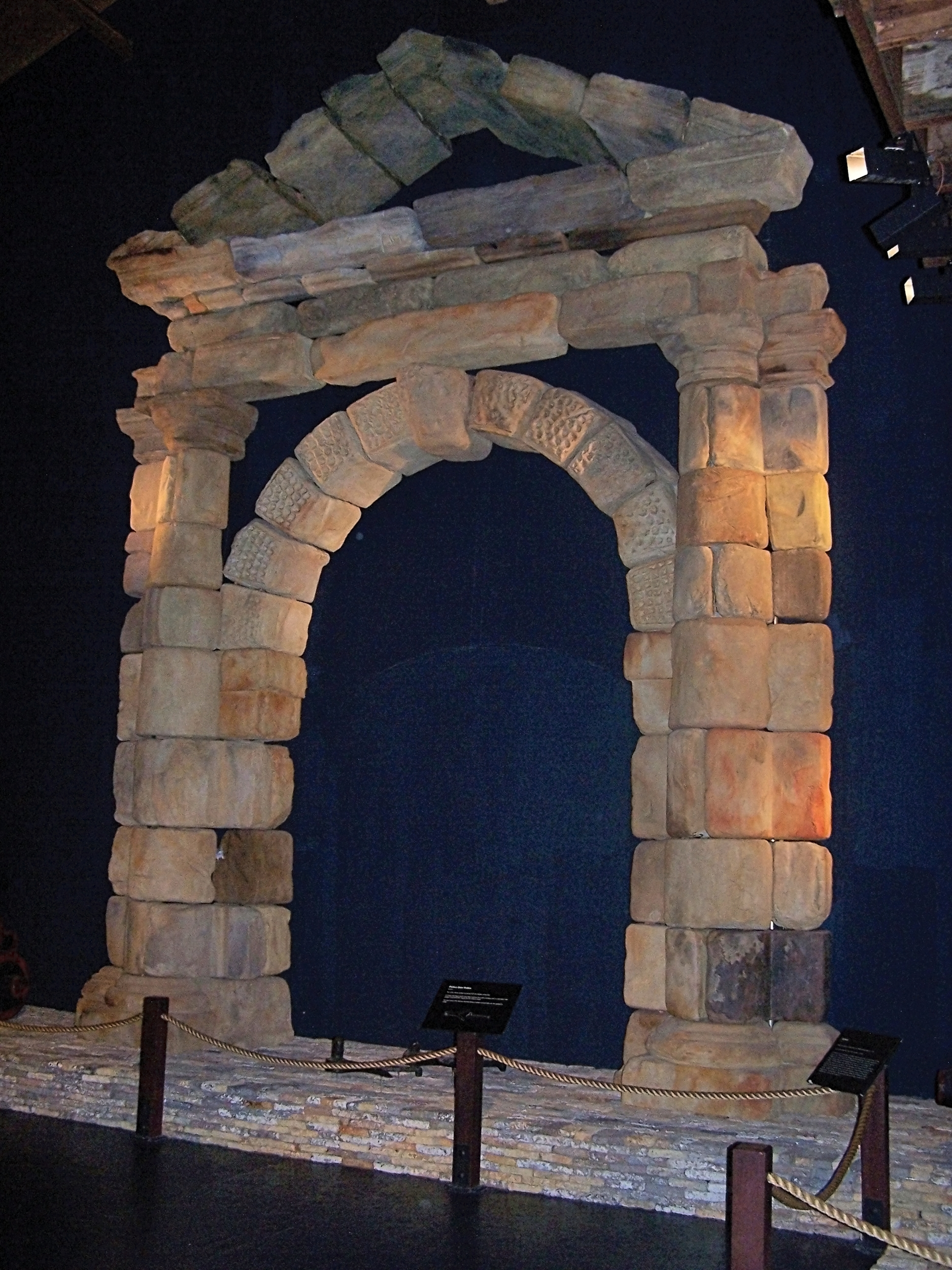
Das Batavia-Portal aus Bentheimer Sandstein im Museum von Fremantle (Australien)

Seit dem Mittelalter und in den späteren Jahrhunderten haben Baumeister den Bentheimer Sandstein zum Bau von Kirchen und für repräsentative Profanbauten verwendet. Bedeutende Bauwerke aus Bentheimer Sandstein sind zum Beispiel das Königliche Palais in Amsterdam, das Theater und die Frauenkirche in Antwerpen, die katholische Kirche in Aarhus sowie das Rathaus in Münster und die Burg Bentheim, das größte aus Bentheimer Sandstein gebaute Bauwerk.
Ebenso wurde der Stein für Mühlen, Brücken, Mauern und Deiche verwendet. Man fertigte aus ihm Schleifsteine, Weidepfähle, Flur- und Pflastersteine, Brunneneinfassungen und Regenwasserbecken. Um 1900 führte die fortschreitende Industrialisierung und ein starker Rückgang in der Nachfrage zum Niedergang des Abbaues von Bentheimer Sandstein. Heute wird er nur noch in dem Bad Bentheimer Ortsteil Gildehaus gebrochen.
Im 12. und 13. Jahrhundert waren Taufsteine aus Bentheimer Sandstein der wichtigste Exportartikel. Sie wurden vor Ort in den Steinbrüchen in Gildehaus und Bentheim aus einem Stück gefertigt. Auch Steinsärge und Grabplatten wurden in mittelalterlicher Zeit aus Bentheimer Sandstein gearbeitet. Es gibt auch viele Skulpturen aus Bentheimer Sandstein unter anderem den Herrgott von Bentheim und Figuren im Mittelteil des Wilanów-Palasts. Vor 300 Jahren gab es in Bentheim 22 Steinbrüche. Viele der dort gewonnenen Steinblöcke wurden in der Grafschaft verarbeitet. Andere wurden mit Pferd und Wagen nach Schüttorf oder nach Nordhorn gebracht und dort auf flache Boote (zumeist Zompen) verladen. Heute heißt eine Straße in Nordhorn noch Steinmaate. Die Boote fuhren dann die Vechte hinunter bis nach Zwolle am IJsselmeer. Heute dient der Sandstein zur Herstellung von Boden- und Fassadenplatten, Massivteilen sowie für Steinmetzarbeiten.
Bekannt ist dieser Stein durch das Meutererschiff Batavia geworden, das am 4. Juni 1629 vor der Westküste Australiens sank, als es sich auf dem Weg zu den ostindischen Kolonien von Holland befand. Die Batavia führte als Ballast-Ladung ein sechs Meter hohes Portal aus Bentheimer Sandstein aus 137 Steinstücken mit, das in den 1970er Jahren mit dem Schiff gehoben wurde und sich heute im Western Australian Maritime Museum in Fremantle, Australien, befindet. Es sollte für die Zitadelle der Hafenstadt Batavia, heute Jakarta in Indonesien Verwendung finden. Nach einer geowissenschaftlichen Untersuchung durch das Niedersächsische Landesamt für Bodenforschung in Hannover konnte der Sandstein dem Bentheimer Gesteinsvorkommen zugeordnet werden.

## Herrgott von Bentheim

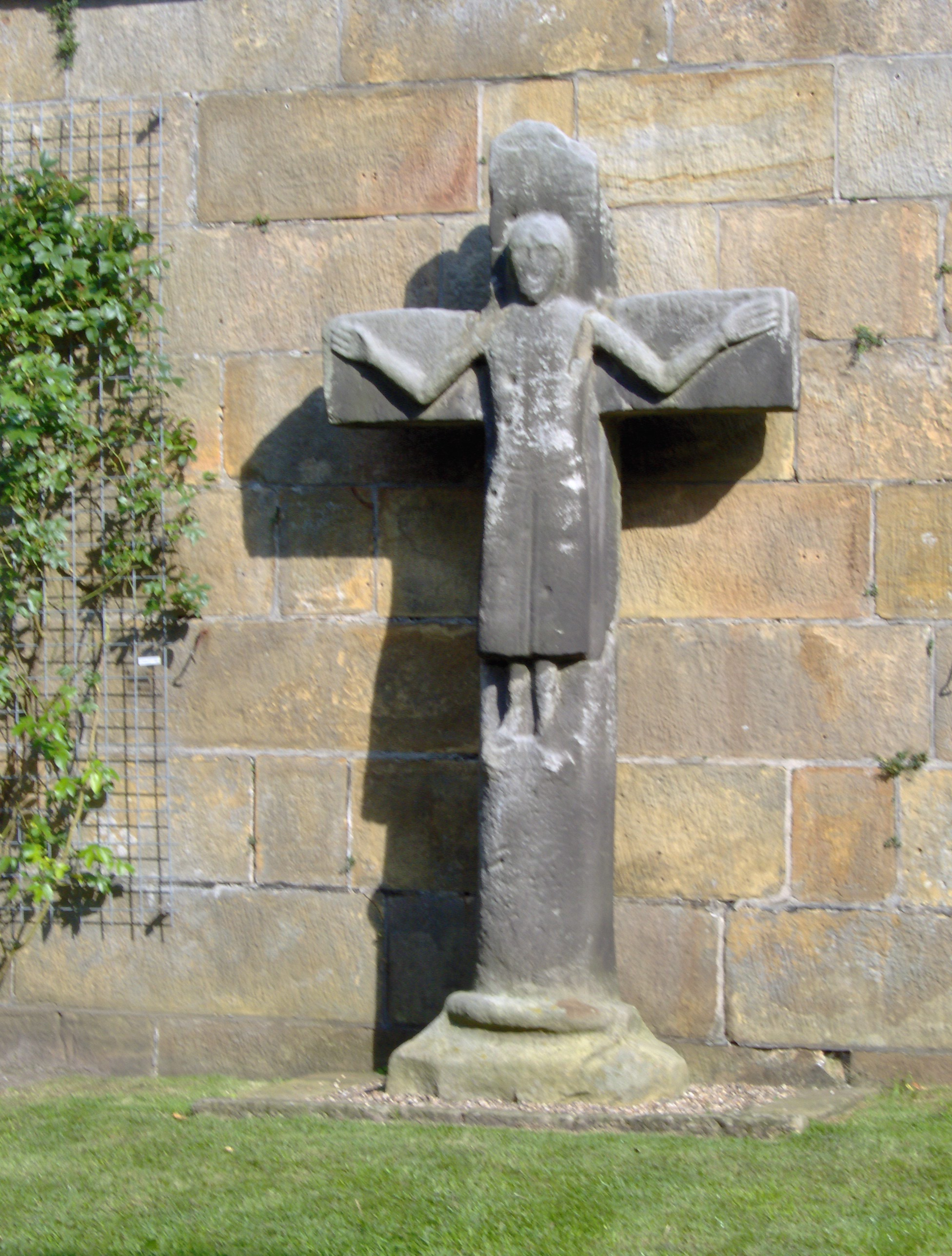
Herrgott von Bentheim

Im Innenhof der Burg stand bis Mitte 2016 der kunsthistorisch bedeutende Herrgott von Bentheim. Diese 2,80 Meter hohe und 1,40 Meter breite freistehende Skulptur mit der Darstellung des gekreuzigten Jesus steht seit Anfang September in der Schlosskirche, auch Katharinenkirche genannt. Sie wurde im 11. Jahrhundert aus einem Sandsteinblock gehauen.
Der Herrgott von Bentheim ist eines der ältesten Zeugnisse für den christlichen Glauben in der Region. Er stand wohl ursprünglich an einer Kreuzung wichtiger Fernhandelswege als Standbild. Während der Reformationszeit wurde er umgestürzt und vergraben. In der ersten Hälfte des 19. Jahrhunderts tauchte er dann wieder auf und wurde 1868 im Burghof aufgestellt.
Bemerkenswert ist die für eine Christus-Darstellung ungewöhnliche aufrechte und starre Haltung sowie seine volle Bekleidung und die besonders angewinkelten Arme. Auch fehlen jegliche Zeichen von Wunden.

## Sandsteinmuseum
Das Sandsteinmuseum Bad Bentheim befindet sich in einem historischen Ackerbürgerhaus unterhalb der Burg Bentheim im Schlosspark an der Funkenstiege und verfügt über eine Ausstellungsfläche von rund 180 m² sowie im Außenbereich über Ausstellungsflächen für Großexponate. Als Träger des Museums zeichnet der Förderverein für das Museumswesen in der Obergrafschaft e. V.
Die Museumsschwerpunkte bilden Informationen zur Geschichte und Geologie des Bentheimer Sandsteins sowie Exponate, Modelle, Bilder und Informationen über die Entstehung des Bentheimer Sandsteins, Steinhauer im Steinbruch, Abbau und Bearbeitung, Transport und Handel, die niederländische Baukunst im Goldenen Zeitalter des 17. Jahrhunderts, Jacob van Ruisdael und die Burg Bentheim, Bentheimer Taufsteine, der Niedergang des Sandsteinhandels etc.